# Manuel Joaquim Machado
Pour les articles homonymes, voir Machado.
Manuel Joaquim Machado est un homme politique brésilien, gouverneur de l'État de Santa Catarina de 1892 à 1894.